# Roger Grillon
Roger Grillon, plným jménem Maurice Roger Grillon, také Roger Maurice Grillon (28. září 1881 Poitiers – 19. června 1938 Maule), byl francouzský malíř, grafik a ilustrátor. Byl představitelem Pařížské školy a výraznou postavou francouzské meziválečné grafiky.

## Životopis
Roger Grillon se narodil v Poitiers, kde jeho otec provozoval litografickou dílnu. Zde si osvojil základy výtvarných technik a umění. Výtvarné umění vystudoval na École des beaux-arts v Paříži, přátelsky se stýkal s Albertem Marquetem a Henrim Matissem, kteří ho přivedli k postimpresionismu.   
V roce 1904 poprvé vystavoval na pařížském Salonu. Později dával přednost Salonu nezávislých. Roku 1926 měl první samostatnou výstavu v Paříži, ve Weilově galerii, poté v St. Paul de Vence, v Prades (1922–1927) a nakonec u Lagrasse v Corbières. V roce 1939 Raymond Escholier zorganizoval jeho posmrtnou retrospektivní výstavu v Petit Palais v Paříži, kde shromáždil jak obrazy, tak kresby a tisky. Velkou retrospektivní výstavu více než 80 děl zorganizoval roku 1952 Marc Sandoz.  
Grillon je svými díly zastoupen ve sbírkách muzeí v Alžíru, Angers, Albi, Carcassonne, Ceretu, Fontenay-le-Comte, La Rochelle, v Grenoblu, Ottawě a v Paříži (Národní muzeum moderního umění).

## Dílo (výběr)

### Malba
- Grillonova rodina v zahradě, olej na plátně, (kolem 1900)[2]
- Krajina s cestou do Lagrasse, olej na plátně, Muzeum krásných umění Carcassonne
- Pohled na Mantes, olej na plátně, 1925 [3]
- Akt na pohovce s papouškem, olej na plátně, 1913 [4]

### Ilustrace
- William Shakespeare: Vénus et Adonis. L. Pichonparis, 1921, dřevoryty
- Edouard Estaunieː L'infirme aux mains de lumière. Editions Bernard Grasset Paříž, 1923; ilustrace na obálce a frontispice
- Gilbert de Voisinsː L'Enfant qui prit peur (Dítě, které se bálo), vydal G. Crès et Cie, Peříž 1926, suchá jehla
- Joseph Delteilː Perpignan, vydali Émile Paul Frères, Paris 1927, frontispice
- Francis de Miomandreː L’aventure de Thérèse Beauchamps, vydal Arthème Fayard & Cie, Paříž 1927, 28 dřevorytů,
- Henry de Montherlantː Barrès s’éloigne, (1927), 14 dřevorytů, vydal Bernard Grasset, Paříž
- William Somerset Maughamː L'Archipel aux sirènes, vydal Alexis Redier, Paříž 1931, rytiny.
- Jean Fayard: Mal d'amour, 1931, 36 dřevorytů,  (kniha oceněna Goncourtovou cenou)
- Georges Imann: Le tourmenter, vydal Arthème Fayard & Cie, Paříž 1932, 38 dřevorytů
- Paul Morand: Rococo, vydal Arthème Fayard & Cie, Paříž 1933, 1935, 28 dřevorytů
- Louis ChadourneːTerre de Chanaan (Země Kanaan); vydal Arthème Fayard & Cie, Paříž 1938, 34 dřevorytů

## Galerie

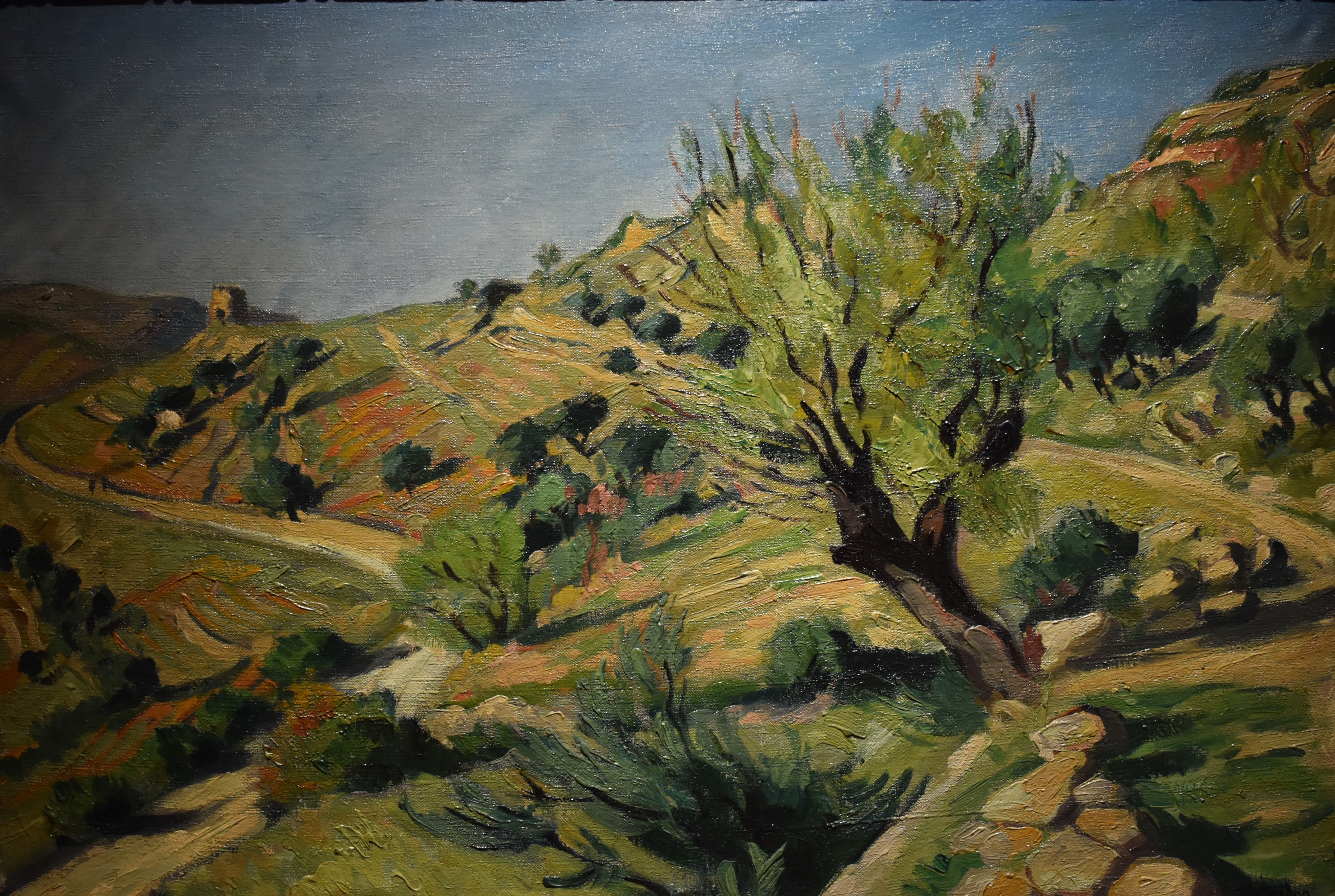
Cesta do Lagrasse
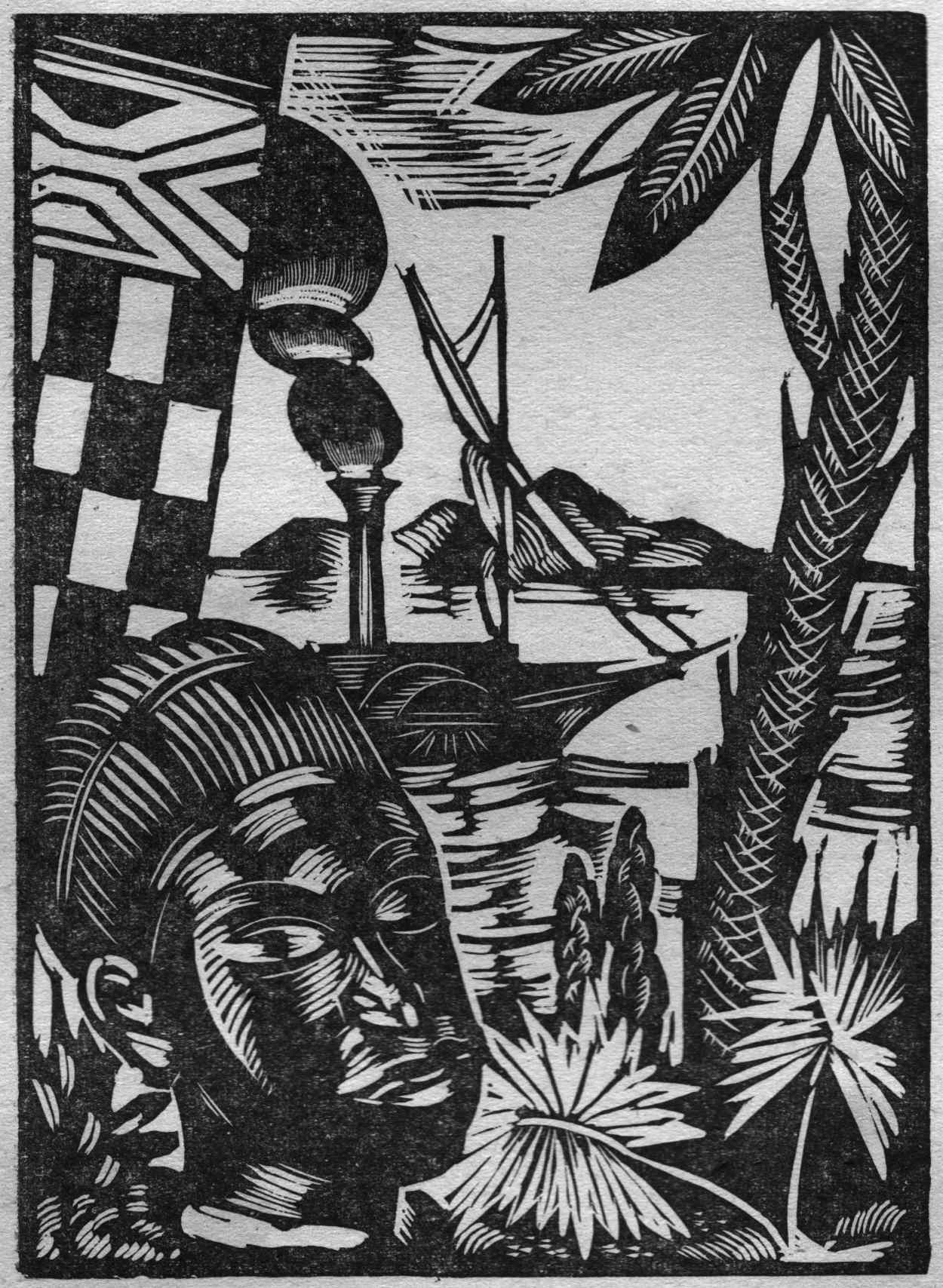
Rokoko – frontispice (1935)
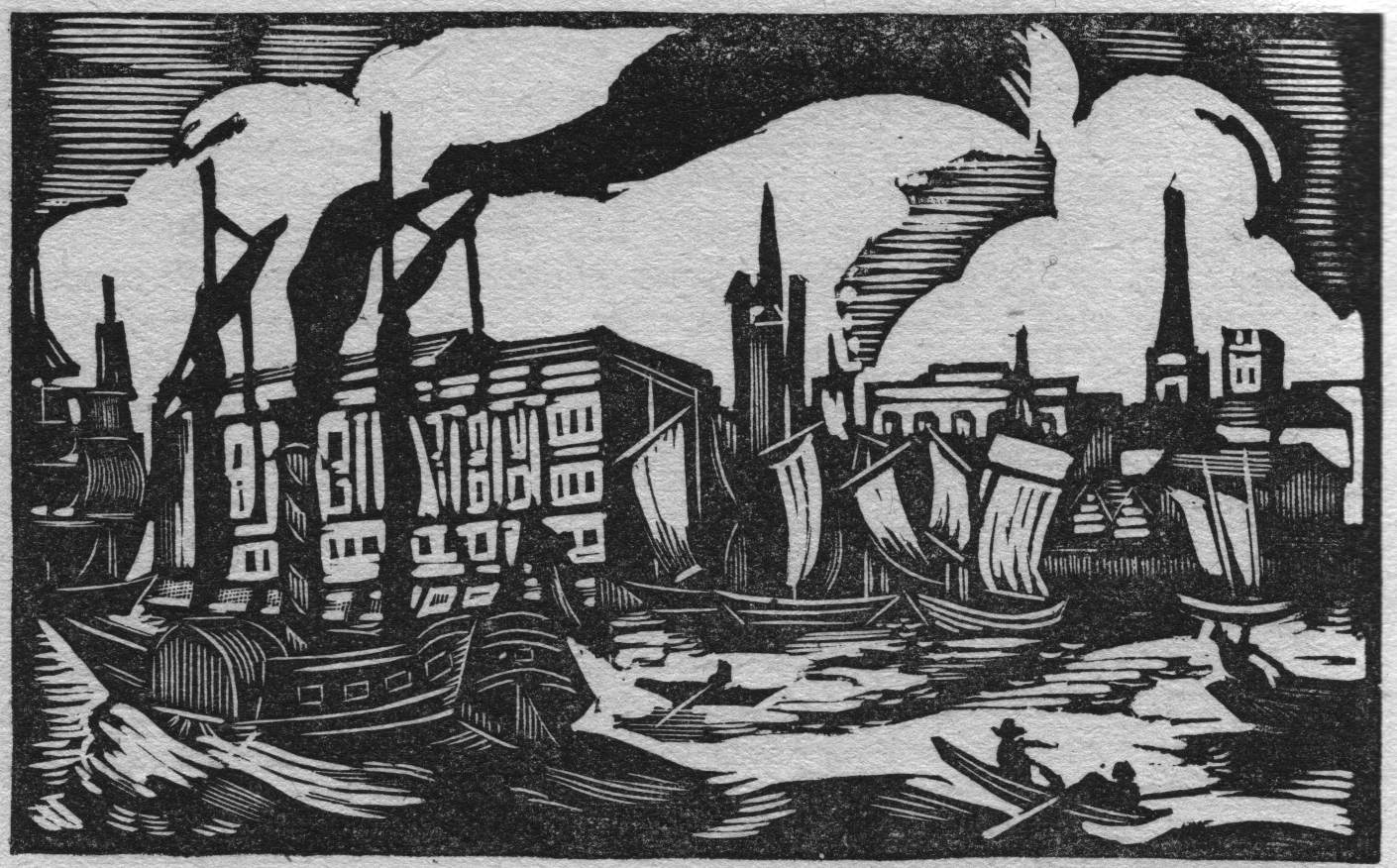
Přístav (1935)